# اکابو

اکابو یک روستا در شهرداری Tafreg می‌باشد که در استان برج بوعریریج الجزایر واقع شده‌است.

## خصوصیات
اکابو ۱۹٬۵۳۰ نفر جمعیت دارد.